# Митинці (Хмельницький район)
Ми́тинці — село в Україні, у Красилівській міській громаді Хмельницького району Хмельницької області. Розташоване вздовж річки Бужок, лівої притоки Південного Бугу. Населення становить 620 осіб.

## Історія
Вперше село згадується в історичних джерелах у 1583 р.. Назва с. Митинці, імовірно, походить від слова «митниці», які могли колись діяти у цій порубіжній місцевості.
У XVI ст. село Митинці Чернелевецької волості належало до численних маєтків князів Острозьких у 1724 р. ним володіли шляхтичі Свентеховські, від 1728 р. — князь Павло-Карл Сангушко, від 1753 р. Митинці від останнього Острозького ордината князя Януша-Олександра Сангушка перейшли до двох власників — князя Августа-Олександра Казимировича Чорторийського і князя Станіслава Любомирського. У 1896 р. власником села став шляхтич Клюковський.
У 1744 р. на кошти поміщика Цимковського в центрі села збудовано дерев'яну на кам'яному підмурку церкву Миколи Чудотворця з дерев'яною дзвіницею. Спочатку вона діяла як греко-католицька, а з 1794 р. — як православна. У 1884 р. зведені причтові будинки й господарські споруди..
У 1919 р. в районі Митинець відбувались сильні бої між більшовицькими військами та підрозділами УНР.
З 60-х рр. XX ст. в селі діяло одне з найпотужніших сільськогосподарських підприємств — колгосп ім. К. Маркса (тепер СК «Бужок»).
Забудова Митинців зокрема сформована вздовж шляхів, один з яких пролягає рівнобіжно р. Бужок, прямуючи з північного заходу на південний схід, а другий долучається до нього у північному напрямку в бік Красилова.
Колишній орган місцевого самоврядування — Митинецька сільська рада.

## Галерея

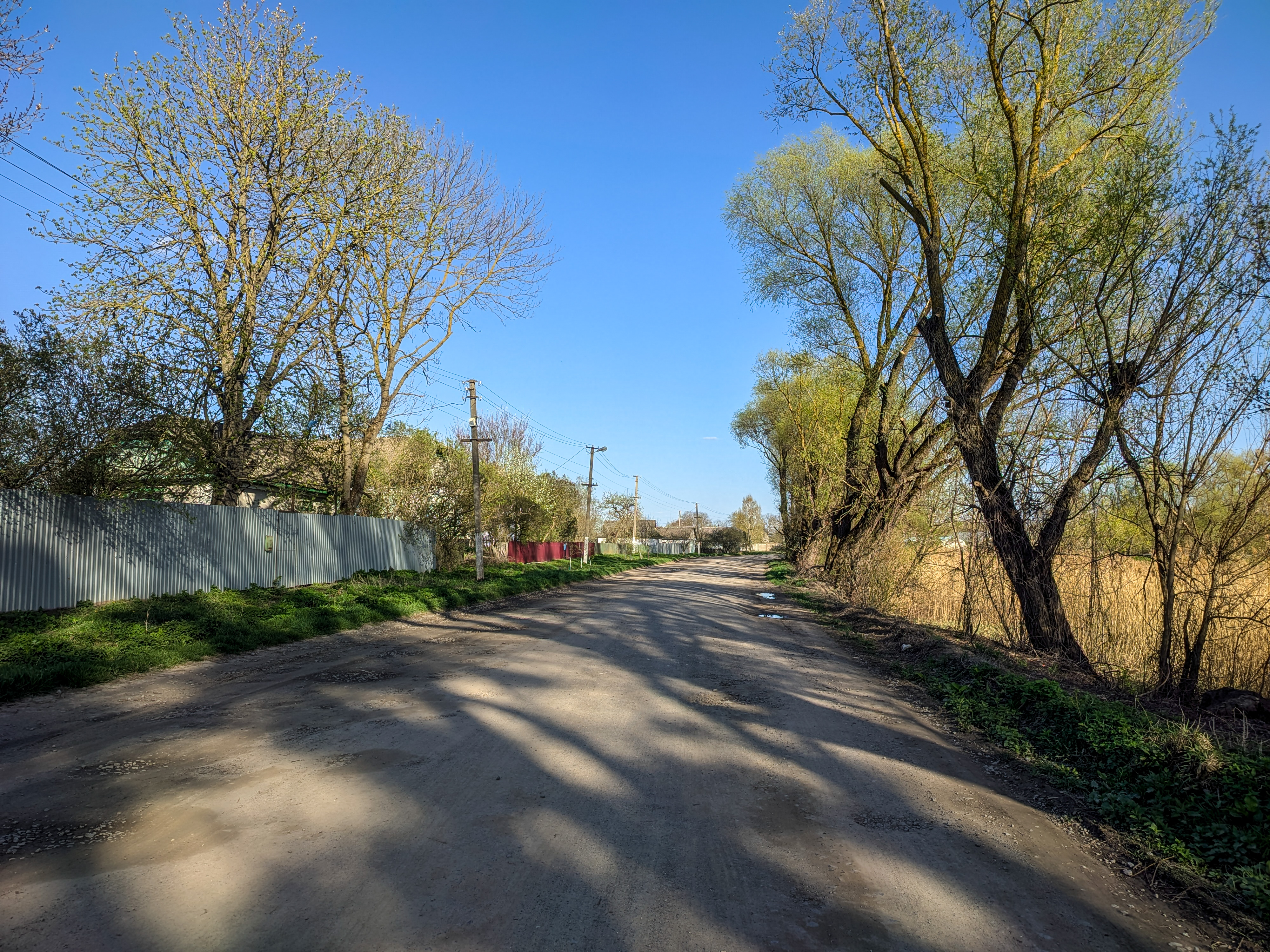
Вулиця Центральна
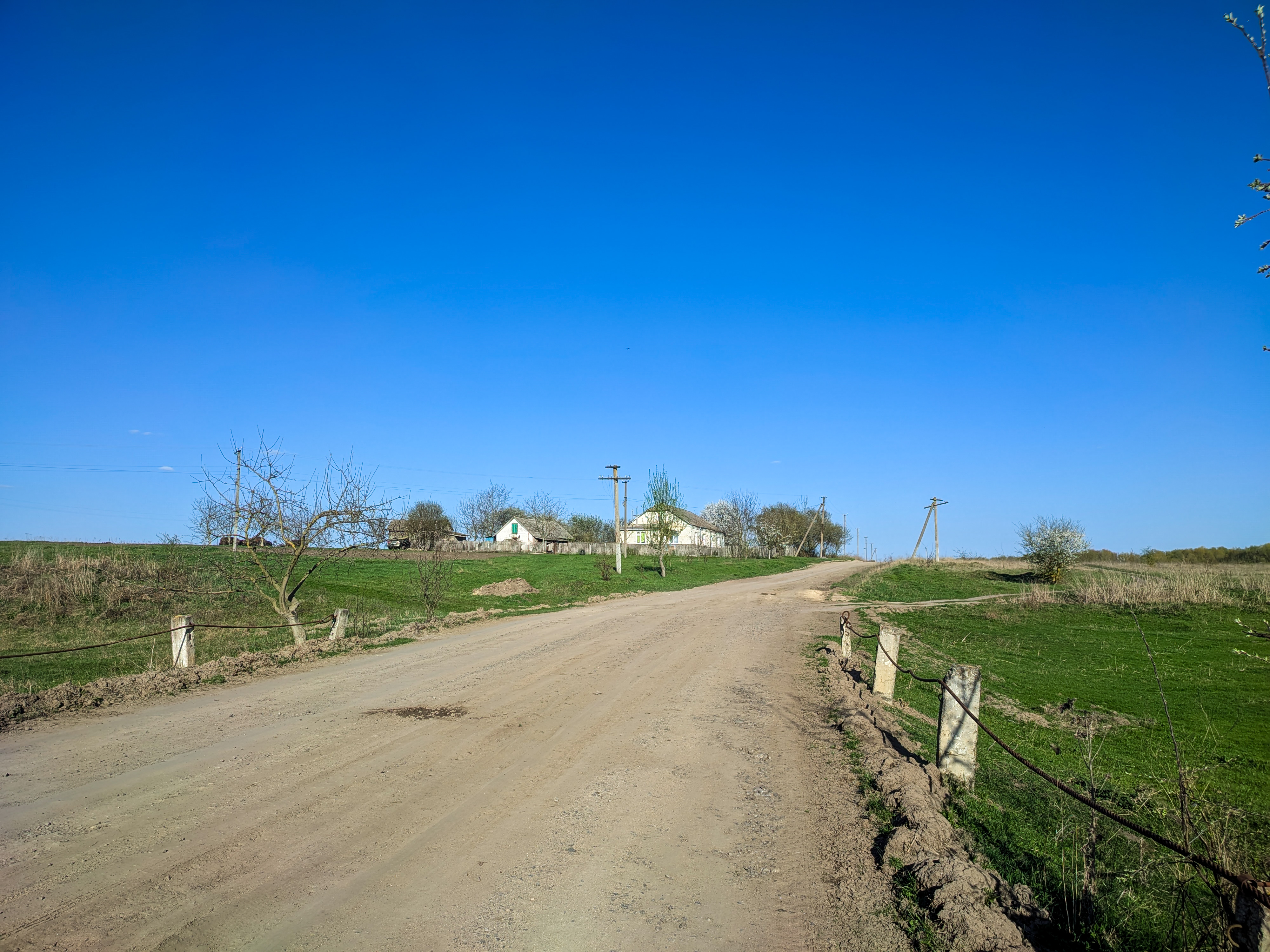
Вулиця Центральна на сході села
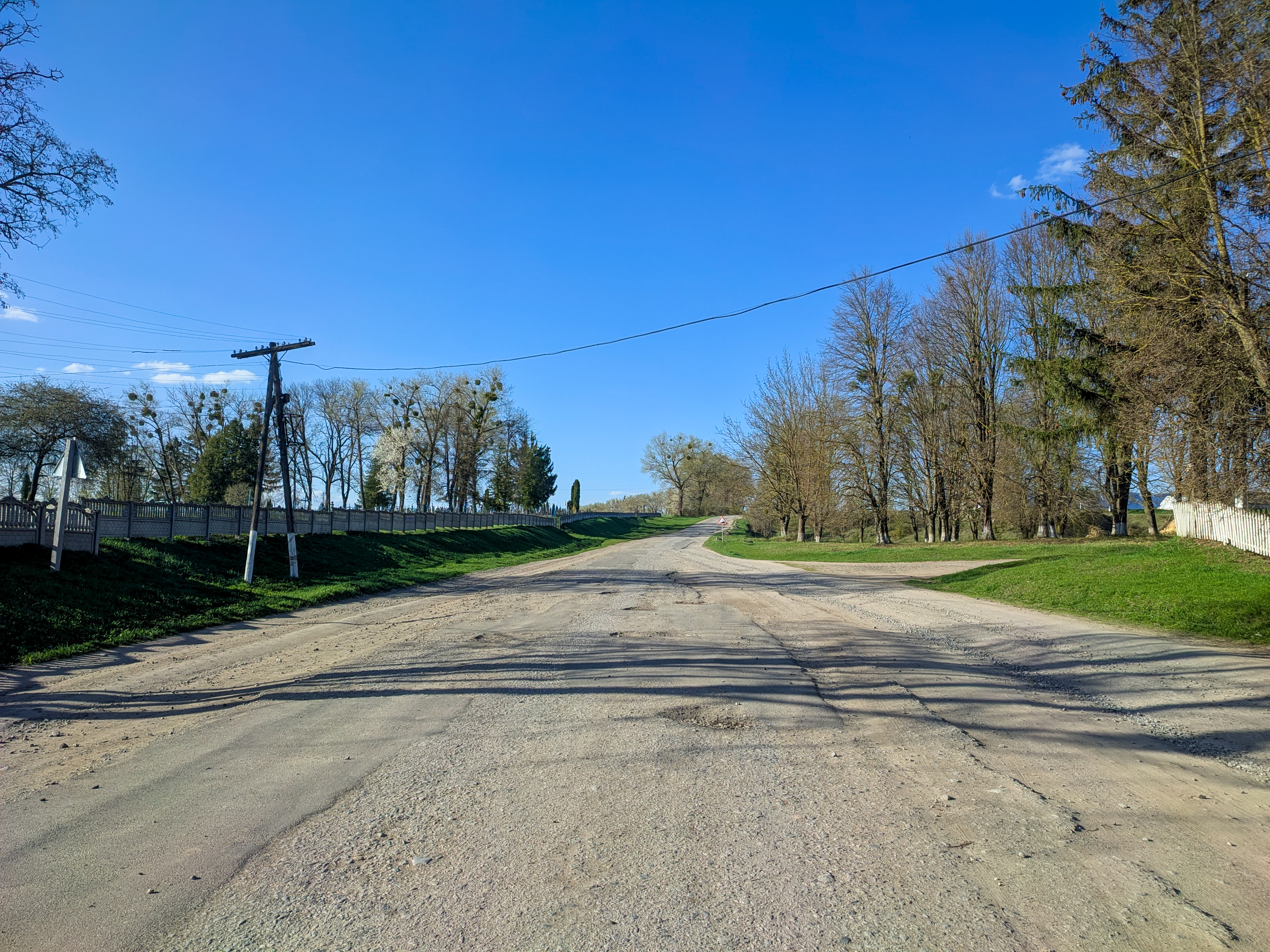
Вулиця в бік Красилова
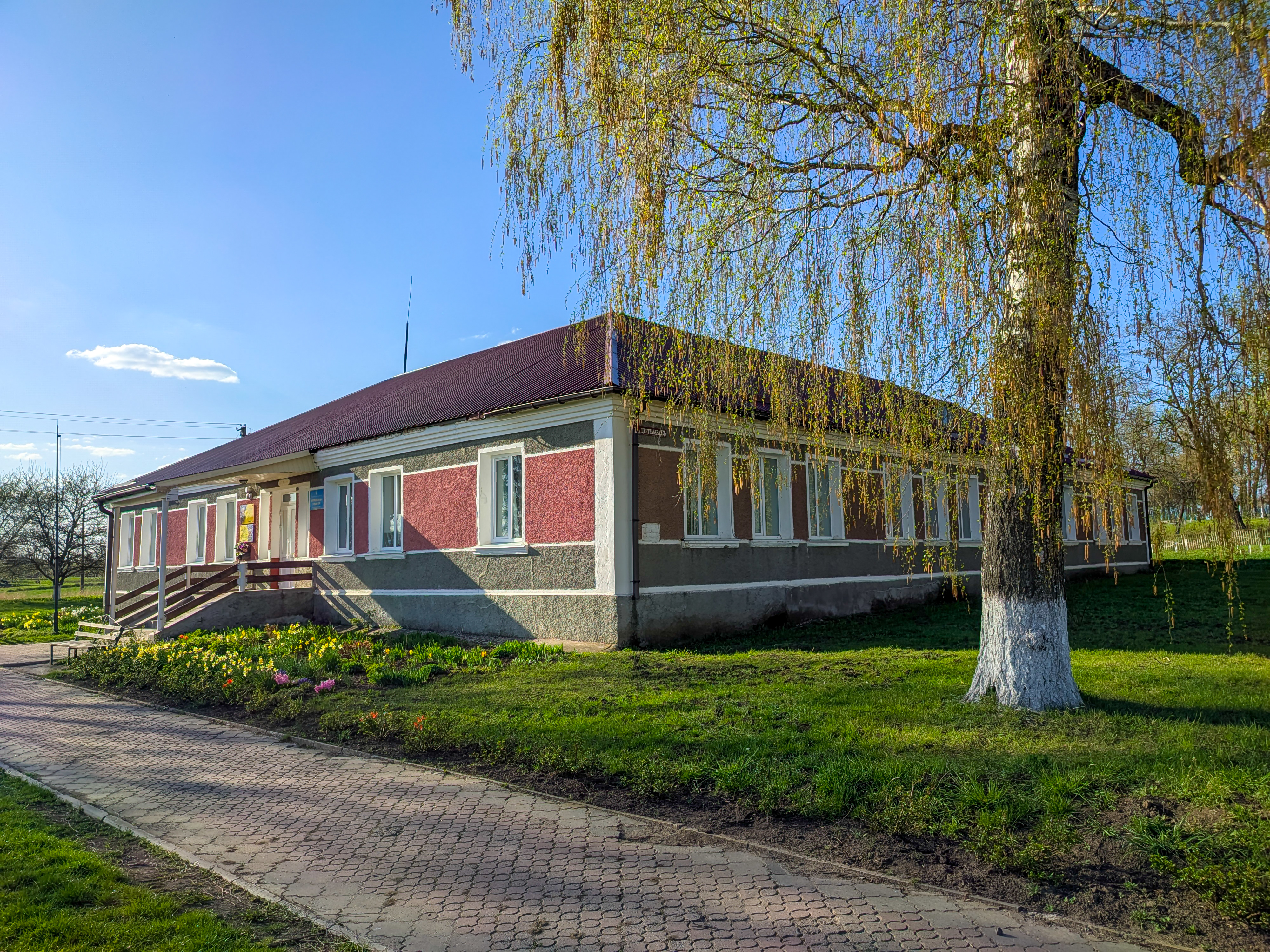
Сільська школа
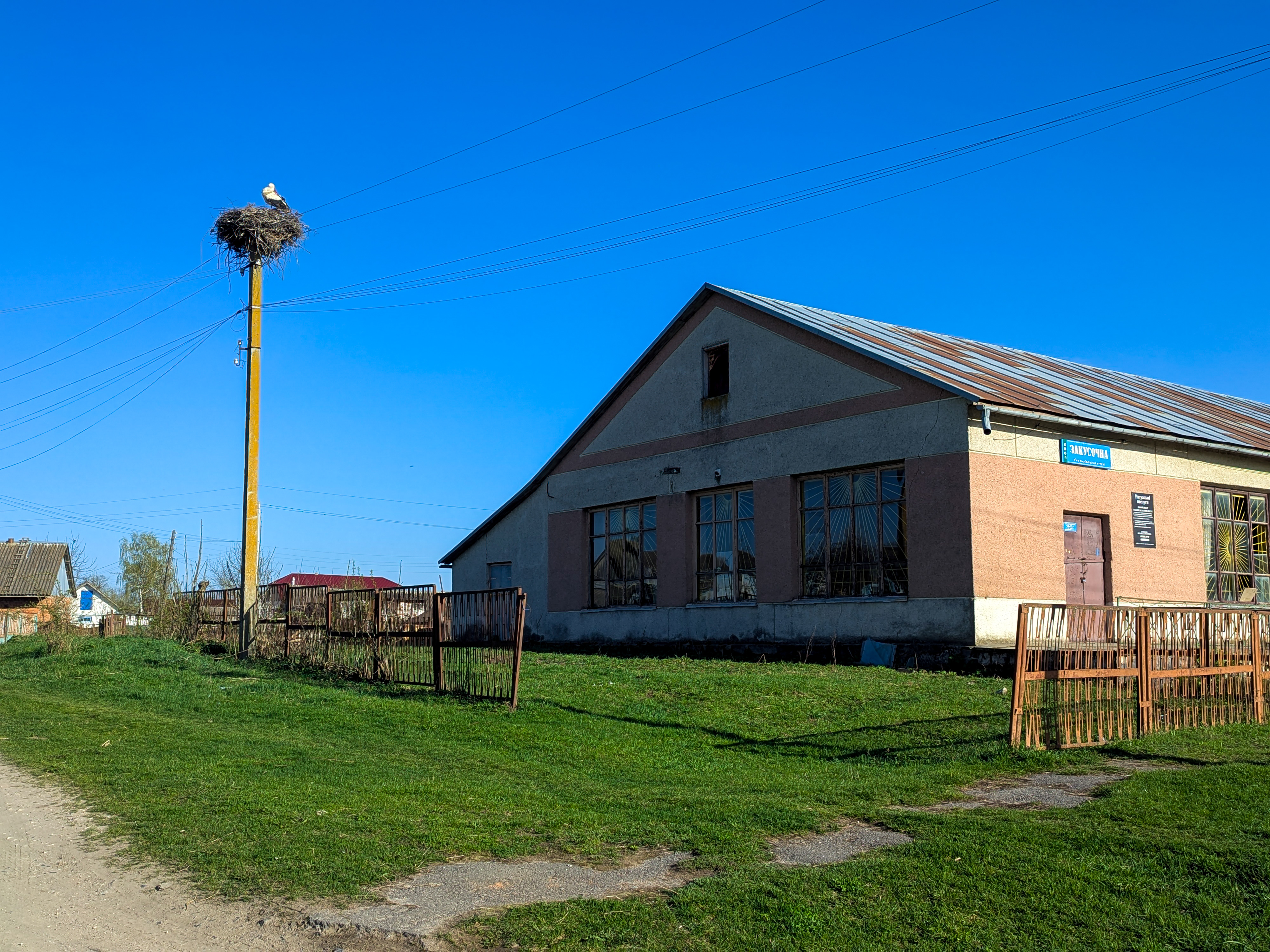
Кафе
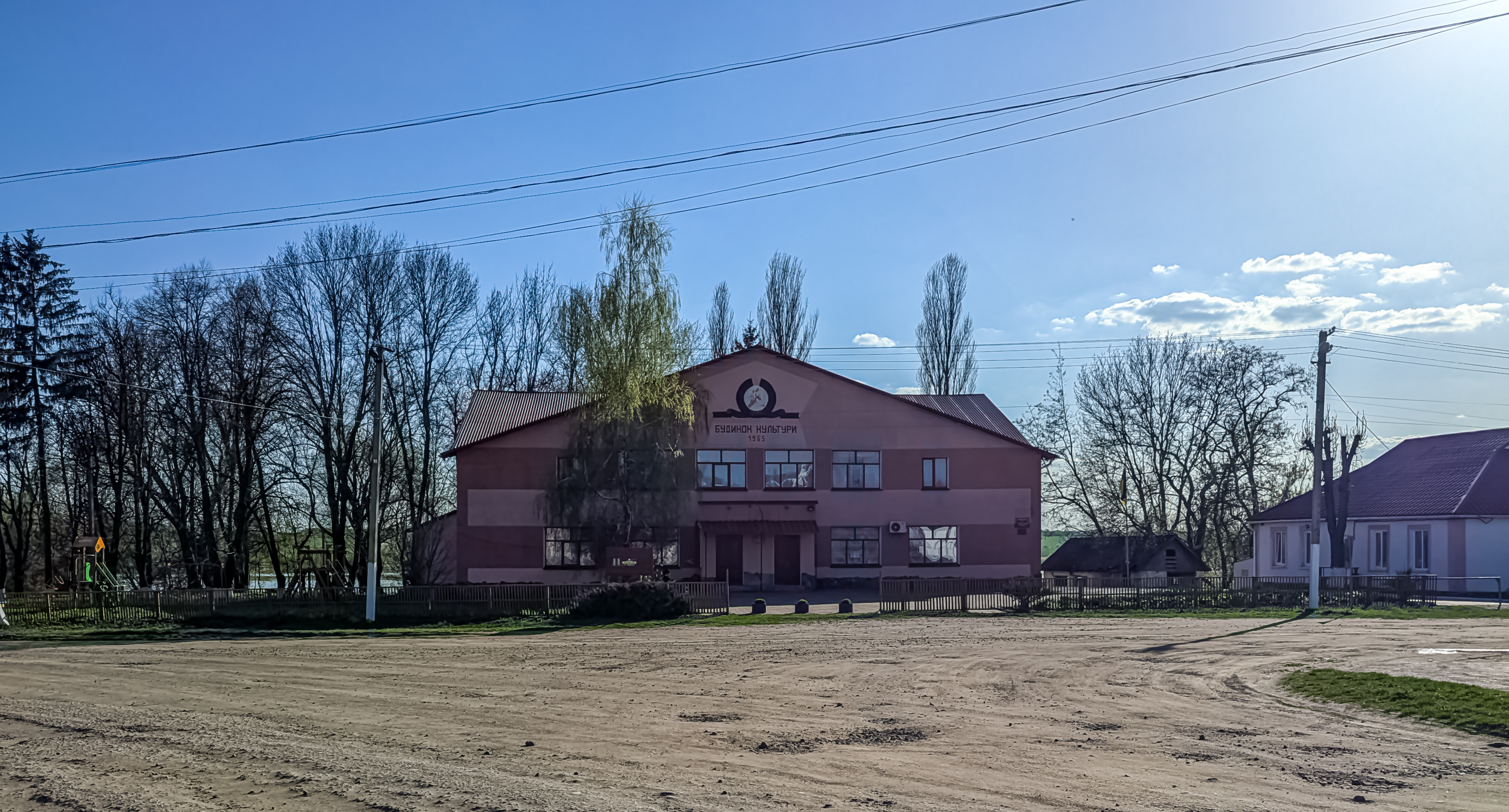
Будинок культури
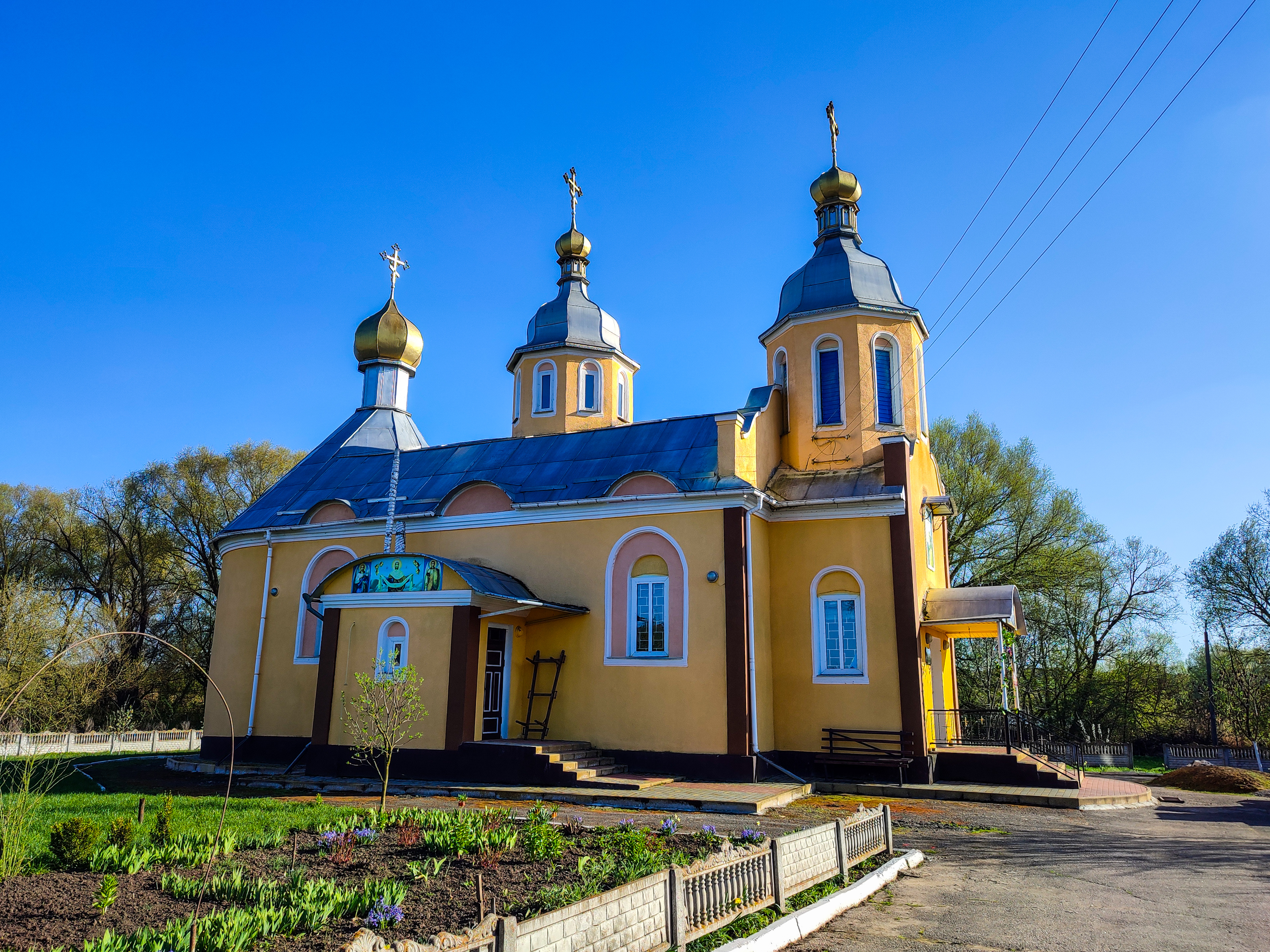
Свято-Миколаївський храм
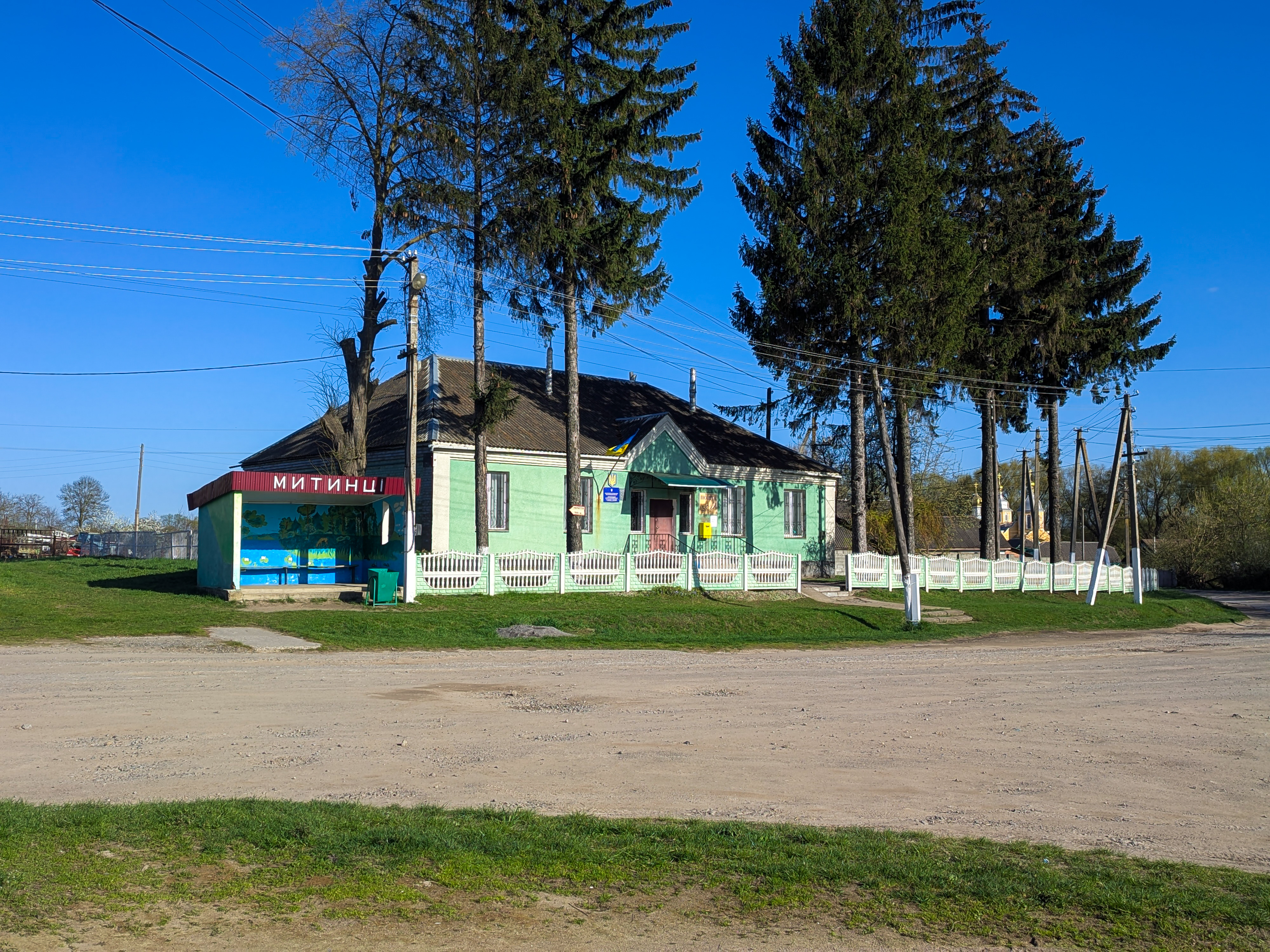
Зупинка, приміщення старостату та пошти
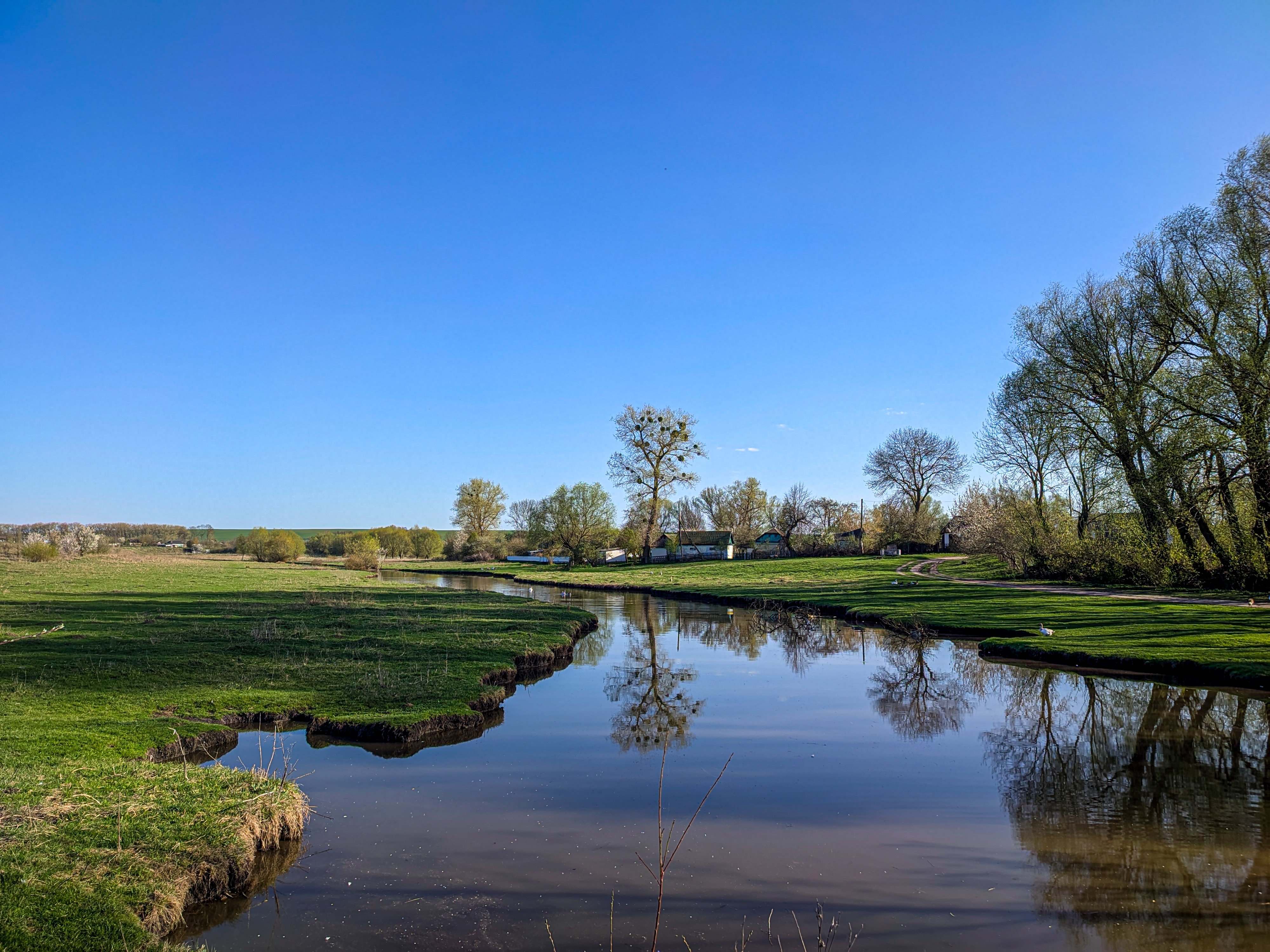
Невеликий ставок на східній околиці села
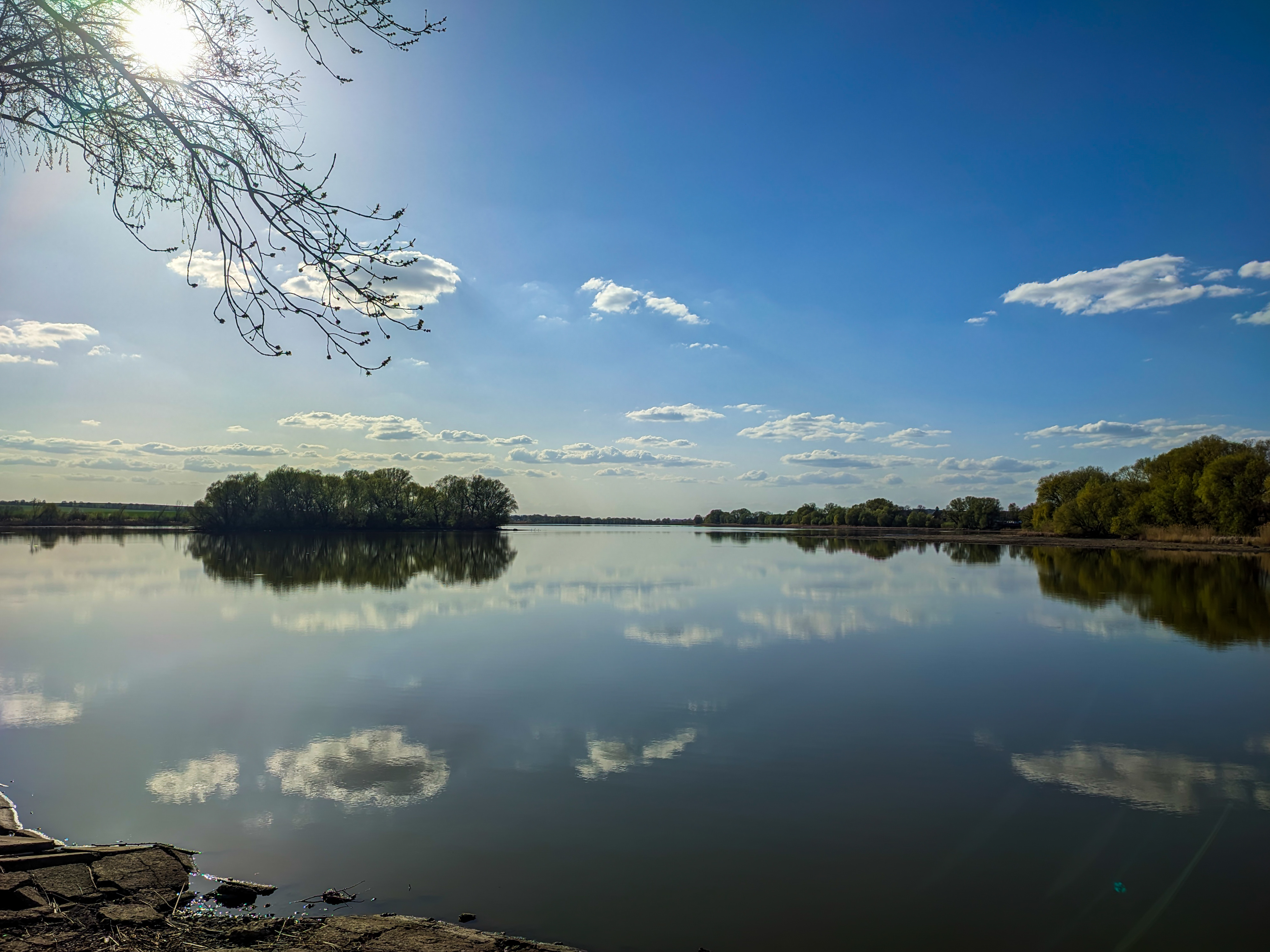
Ставок на р. Бужок